# IC 3953
IC 3953 је елиптична галаксија у сазвјежђу Береникина коса која се налази на листи објеката дубоког неба у Индекс каталогу.
Деклинација објекта је + 23° 5' 14" а ректасцензија 12h 59m 9,1s. Привидна величина (магнитуда) објекта IC 3953 износи 15,5 а фотографска магнитуда 16,5.